# Sobrepès
El sobrepès o sobrepés es defineix generalment com tenir més greix al cos del que és òptimament saludable. El sobrepès és una condició freqüent, especialment quan els subministraments d'aliments són abundants i els estils de vida sedentaris. Fins al 64% de la població dels Estats Units d'adults es considera que tenen sobrepès o obesitat, i aquest percentatge ha augmentat durant les últimes quatre dècades.
L'excés de pes ha assolit proporcions d'epidèmia a nivell mundial, amb més de mil milions d'adults estan excedits de pes o són obesos, i s'han observat augments en tots els grups d'edat.
Un cos saludable requereix una quantitat mínima de greix per al bon funcionament dels sistemes hormonals, reproductius, i la immunitat, com l'aïllament tèrmic, com l'absorció de xoc per a les zones sensibles, i com a energia per a ús futur. Però l'acumulació de greix emmagatzemada en excés pot afectar el moviment i la flexibilitat, i pot alterar l'aparença del cos.
El grau en què una persona té sobrepès és generalment descrit per l'índex de massa corporal (IMC). El sobrepès és definit com un IMC entre 25 i 30 i l'obesitat és definida per un IMC de 30 o més.